# 1988 en rugby à XV
Cette page présente les faits marquants de l'année 1988 en rugby à XV : les principales compétitions et évènements liés au rugby à XV et rugby à sept ainsi que les décès de grandes personnalités de ces sports.

## Janvier

### Mars
- La France et le pays de Galles remportent le Tournoi en gagnant trois matches et en concédant une défaite[1].
  - Article détaillé : Tournoi des Cinq Nations 1988

### Mai
- 20 mai à Bayonne (stade Jean-Dauger) : le Stade toulousain bat l'US Dax (15-13) en finale du Challenge Yves du Manoir[2].
- 22 mai : à Biarritz (Aguilera), les juniors Reichel du Stade toulousain deviennent champions de France. Le Stade toulousain bat la Section paloise 38 à 6 (mi-temps: 30-0)[3].
- 29 mai : le FCS Rumilly est champion de France de première division groupe B 1987-1988 après avoir battu le RC Nîmes en finale[4].

- 28 mai : le SU Agen est champion de France de première division 1987-1988 après avoir battu le Stadoceste tarbais (9-3) en finale[5]. C'est le huitième et dernier Bouclier de Brennus pour Agen.
  - Article détaillé : Championnat de France de rugby à XV 1987-1988

- ? mai : douzième édition de la Coupe Ibérique. Les Espagnols de l'UE Santboiana l'emportent 23-16 face aux Portugais du GDS Cascais.

## Principales naissances
- 14 janvier : Yoann Maestri, deuxième ligne international français à 66 reprises, naît à Hyères.
- 17 janvier : Will Genia, demi de mêlée international australien à 110 reprises, naît à Port Moresby.
- 20 janvier : Wesley Fofana, centre international français à 48 reprises, naît à Paris.
- 20 janvier : Lasha Khmaladze, demi d'ouverture international géorgien à 94 reprises, naît à Tbilissi.
- 31 janvier : Nemani Nadolo, ailier international fidjien à 30 reprises, naît à Sigatoka.
- 29 février : Blaine Scully, arrière international américain à 54 reprises, naît à Sacramento.
- 3 mars : Cecil Afrika, joueur sud-africain de rugby à sept, naît à Port Elizabeth.
- 22 mars : Dan Norton, joueur anglais de rugby à sept, naît à Gloucester.
- 2 avril : Leone Nakarawa, deuxième ligne international fidjien à 44 reprises, naît à Tavua.
- 5 avril : Jonathan Davies, centre international gallois à 96 reprises, naît à Solihull.
- 5 avril : Quade Cooper, demi d'ouverture international néo-zélandais à 76 reprises, naît à Tokoroa.
- 23 avril : David Pocock, troisième ligne international australien à 83 reprises, naît à Gweru.
- 11 mai : Juan Imhoff, ailier international argentin à 42 reprises, naît à Rosario.
- 18 mai : Sione Kalamafoni, troisième ligne international tongien à 37 reprises, naît à Matahau.
- 6 juin : Israel Dagg, arrière international néo-zélandais à 66 reprises, naît à Marton.
- 14 juin : Martín Landajo, demi de mêlée international argentin à 84 reprises, naît à Buenos Aires.
- 16 juin : Safi N'Diaye, troisième ligne internationale française à 91 reprises, naît à Castres.
- 1 juillet : Tommy Seymour, ailier international écossais à 55 reprises, naît à Nashville.
- 16 juillet : Kendra Cocksedge, demi de mêlée internationale néo-zélandaise à 68 reprises, naît à New Plymouth.
- 12 juillet : Chrysander Botha, ailier international namibien à 55 reprises, naît à Walvis Bay.
- 6 août : Kayla McAlister, joueuse néo-zélandaise de rugby à sept, naît à Waitara.
- 17 septembre : Mathieu Bastareaud, centre international français à 54 reprises, naît à Créteil.
- 18 septembre : Joe Moody, pilier international néo-zélandais à 55 reprises, naît à Christchurch.
- 23 septembre : Ryan Crotty, centre international néo-zélandais à 48 reprises, naît à Nelson.
- 5 octobre : Sam Warburton, troisième ligne international gallois à 74 reprises, naît à Cardiff.
- 7 octobre : Michael Leitch, troisième ligne international japonais à 76 reprises, naît à Christchurch.
- 12 octobre : Sam Whitelock, deuxième ligne international néo-zélandais à 142 reprises, naît à Palmerston North.
- 26 octobre : Nicolás Sánchez, demi d'ouverture international argentin à 95 reprises, naît à San Miguel de Tucumán.
- 15 novembre : Morgan Parra, demi de mêlée international français à 71 reprises, naît à Metz.
- 21 novembre : Aaron Smith, demi de mêlée international néo-zélandais à 113 reprises, naît à Palmerston North.
- 9 décembre : Rhys Webb, demi de mêlée international gallois à 42 reprises, naît à Bridgend.
- 22 décembre : Leigh Halfpenny, arrière international gallois à 99 reprises, naît à Swansea.

## Principaux décès
- 5 janvier : Herbert Waddell demi d'ouverture international écossais à 15 reprises, meurt à Erskine.
- 10 janvier : Ron King deuxième ligne international néo-zélandais à 13 reprises, meurt à Greymouth.
- 9 mars : Ronald Cove-Smith deuxième ligne international anglais à 29 reprises, meurt à Brighton.
- 21 mars : Eugène Ribère troisième ligne international français à 34 reprises, meurt à Bordeaux.
- 26 mars : Joseph Desclaux demi d'ouverture international français à 10 reprises, meurt à Collioure.
- 28 avril : Tony Miller deuxième ligne international australien à 41 reprises, meurt à Sydney.
- 3 mai : Boy Louw pilier international sud-africain à 18 reprises, meurt à Bellville.
- 10 novembre : John Daly pilier international irlandais à 7 reprises, meurt à Chertsey.